# ザカリー・リザシェイ
- ザカリー・リザシェ
- ザッカリー・リザシェ
- ザッカリー・リザシェイ

ザカリー・リザシェイ（Zaccharie Risacher, 2005年4月8日 - ）は、フランスのプロバスケットボール選手。スペインのアンダルシア州マラガ出身。NBAのアトランタ・ホークスに所属している。ポジションはスモールフォワード。

## 経歴

### 生い立ち
プロバスケットボール選手であった父のステファン・リザシェイがスペインを本拠地とするバロンセスト・マラガに所属していた2005年に同国で生まれた。

### アスヴェル・バスケット
2020年からアスヴェル・バスケットのユースアカデミーに加入し、U21リーグでプレーした。
2021年にトップチームで初出場を果たし、同年にはユーロリーグの試合にも初出場した。
2023年6月16日にアスヴェルと最初のプロ契約を結び、その後LNBのJLブールへ期限付き移籍した。11月29日にLNBオールスターゲームに選出された。

### アトランタ・ホークス
2024年のNBAドラフトにて1巡目全体1位でアトランタ・ホークスから指名された。なお、外国人選手がドラフト全体1位指名されたのは、姚明、アンドレア・バルニャーニ、アンドリュー・ボーガット、ビクター・ウェンバンヤマに次いでNBA史上5人目であった。また、このドラフトでは上位10位で3名のフランス人選手が指名され（全体1位でリザシェイ、全体2位でアレクサンドル・サー、全体6位でティジャン・サラーン）、これは史上初の事例であった。7月6日にホークスとのルーキー契約に合意した。 
2024-25シーズン、10月23日のブルックリン・ネッツ戦でNBAデビューを果たし、19分の出場で7得点、1リバウンドを記録し、チームは120-116で辛勝した。11月6日のニューヨーク・ニックス戦でキャリアハイとなる33得点を記録し、チームは121-115で勝利した。
2025年3月30日のミルウォーキー・バックス戦で5本の3ポイントシュートを含む36得点を記録し、チームは145-124で勝利した。なお、ドラフト1位指名の新人選手が1試合で35得点以上・5本の3ポイントシュートを沈めたのは、アレン・アイバーソン、レブロン・ジェームズ、アンソニー・エドワーズに次いでNBA史上4人目であった。4月10日のブルックリン・ネッツ戦でキャリアハイを更新する38得点を記録し、チームは133-109で勝利した。

## 代表歴
2022年のFIBA U17バスケットボール・ワールドカップのフランス代表に選出され、平均10.4得点、4.4リバウンドを記録した。

## 個人成績

### NBA

#### レギュラーシーズン
| シーズン | チーム | GP | GS | MPG  | FG%  | 3P%  | FT%  | RPG | APG | SPG | BPG | PPG  |
| -------- | ------ | -- | -- | ---- | ---- | ---- | ---- | --- | --- | --- | --- | ---- |
| 2024–25  | ATL    | 75 | 73 | 24.6 | .458 | .355 | .711 | 3.6 | 1.2 | .7  | .5  | 12.6 |
| 通算     | 通算   | 75 | 73 | 24.6 | .458 | .355 | .711 | 3.6 | 1.2 | .7  | .5  | 12.6 |

#### プレーイン
| シーズン | チーム | GP | GS | MPG  | FG%  | 3P%  | FT%   | RPG | APG | SPG | BPG | PPG |
| -------- | ------ | -- | -- | ---- | ---- | ---- | ----- | --- | --- | --- | --- | --- |
| 2025     | ATL    | 2  | 2  | 22.3 | .143 | .083 | 1.000 | 1.5 | .0  | 1.0 | .0  | 5.0 |
| 通算     | 通算   | 2  | 2  | 22.3 | .143 | .083 | 1.000 | 1.5 | .0  | 1.0 | .0  | 5.0 |

## 家族
父のステファン・リザシェイは元プロバスケットボール選手で、2000年のシドニーオリンピックで銀メダルを受賞した。